# (27094) Salgari
(27094) Salgari ist ein Asteroid des Hauptgürtels, der am 25. Oktober 1998 von den italienischen Astronomen Ulisse Munari und Flavio Castellani an der Außenstelle Osservatorio Astronomico di Asiago Cima Ekar (IAU-Code 098) des Osservatorio Astrofisico di Asiago auf der Hochebene von Asiago entdeckt wurde.
Der Asteroid wurde am 10. September 2003 nach dem italienischen Schriftsteller und Verfasser von Abenteuerromanen und historischen Romanen Emilio Salgari (1862–1911) benannt, dessen bekannteste die Romane um Sandokan und den Schwarzen Korsaren sind.